# Marilynn Smith
Pour les articles homonymes, voir Smith.
Marilynn Smith, née le 13 avril 1929 à Topeka (Kansas) et morte le 9 avril 2019 à Goodyear en Arizona, est une golfeuse américaine.
Elle fait partie des treize fondatrices du LPGA Tour, circuit sur lequel elle a remporté deux titres Majeurs, les éditions de 1963 et 1964 du Titleholders Championship. En 2006, elle a été introduite au World Golf Hall of Fame.

## Biographie
Après une carrière universitaire à l'université du Kansas, Marilynn Smith fait partie des treize joueuses qui participent à la saison inaugurale du LPGA Tour. Elle obtient sa première victoire sur le circuit en 1954, lors du Fort Wayne Open. Sa saison la plus prolifique sur le circuit est 1963, année où elle remporte son premier titre majeur lors du Titleholders Championship. Avec quatre victoires dans la saison, elle est distinguée du titre de joueuse ayant le plus progressé lors de la saison. L'année suivante, elle conserve son titre lors du Titleholders Championship. Après être devenue la première joueuse du circuit à réussir un albatros, lors du Lady Carling Open de 1971, elle obtient sa dernière victoire sur le circuit en 1972.
Durant sa carrière de joueuse, elle aura figuré à trois reprises dans les quatre premières au classement des gains, et neuf fois dans le Top 10.
Sa contribution au monde du golf ne s'arrête pas à sa carrière de joueuse. En 1973, elle devient la première femme à couvrir en tant que commentatrice de télévision un tournoi du championnat masculin. Elle couvre cette année-là l'US Open masculin et le PGA Tour Colonial ,.
Elle aura également présidé la LPGA durant les années 1958 à 1960. Elle se déplace également à travers les États-Unis et le monde pour dispenser des clinics (cours). En 2000, pour le cinquantième anniversaire de la LPGA, elle est nommée parmi les 50 personnalités du PGA Tour, joueuses et instructrices. Ces activités dans le monde du golf, et non son ancienne carrière de golfeuse, lui ont également valu d'être introduite dans le World Golf Hall of Fame en 2006.